# أنتوني هوب
أنتوني هوب هوكينز (بالإنجليزية: Anthony Hope Hawkins)‏ وُلدَ في 9 فبراير 1863م وتوفي في 8 يوليو 1933م، روائيٌ ومؤلفٌ مسرحي إنجليزي، عرف بروايتيه: سجين زندا (1894م) و تتمتها روبرت الهنتزوي (1898م) ، اللتان تردان في البلاد الخيالية الحديثة روريتانيا وقد فتحت سجين زندا الباب لظهور نوع قصصي عُرفَ بالرومانسية الروريتانية  ، كما أَلهمتْ زندا الكثير من الأعمال الروائية والسنيمائية.

## شبابه
نشأ أنتوني -وهو أصغر أخوته- وتعلم في المدرسة التي كان والده كاهنا فيها  ، إلى أن سجل في كلية مارلبورو  حيث حصل في ما بعد على منحة دراسية في كلية باليول بجامعة أكسفورد في عام 1881م، ولعب لنادي الكلية لكرة القدم، وتخرج بمرتبة الشرف عام 1886م، ثم أصبح أحد رؤساء اتحاد أكسفورد الليبراليين القلائل، وقد عُرِفَ بطلاقته في الكلام.

## حياته الأدبية والعملية
كان أنتوني يتدرب في المحاماة، وكان لديه متسع من الوقت للكتابة لقلة ما يشغله في السنوات الأولى، فظهرت أعماله بشكل متتابع، ولكنه اضطر إلى دفع نفقات نشر روايته الأولى (A Man of Mark) في عام 1890م التي تشبه سجين زندا إلى حد ما، ثم تتالت الروايات والقصص القصيرة مثل : Father Stafford و روايته التي أقل ما يقال عنها ناجحة Mr Witt's Widow ، كما كتب سلسلة من القصص القصيرة جدا لصحيفة ويستمنسر قازيت ثم جُمعت في كتاب اسمه حوارات دولي (The Dolly Dialogues) وهو أول نجاح حقيقي له.
جاءت فكرة كتابة مؤامرة سجين زندا لأنتوني في آخر عام 1893م عندما كان يمشي في لندن، حققت هذه الرواية نجاح باهرا فأصبح بطلها البارع رودلف راسندل شخصية قصصية معروفة، وقد تُرجمت للعديد من اللغات ومنها العربية، جعل هذا النجاح أنتوني يترك مهنته المستقبلية المحاماة  ليصبح كاتبا متفرغا، لكنه لم يحقق نجاحا فنيا كاملا كالذي حققه في سجين زندا  ، وشارك أنتوني في كتابة أول النصوص المسرحية لرواية سجين زندا.
بدأ أنتوني كتابة تكملة سجين زندا تحت عنوان روبرت الهنتزوي بشكل متسلسل في مجلة بول مول في عام 1895م، وتلتها رواية قلب الأميرة أوزرا في 1899م.
استمر أنتوني بكتابة العديد من الروايات، ولم يكتفي بذلك بل وكتب مسرحيات عديدة، وأنتخب في عام 1900م رئيسا لجمعية المؤلفين، ومنح وسام فارس في عام 1918م لمساهمته في الدعاية الحكومية أثناء الحرب العالمية الأولى، ونشر سيرة له أسماها (Memories and Notes) في عام 1927م ثم توفي وعمره 70 سنة بسبب سرطان الحنجرة في منزله الريفي بمقاطعة سري.

## من كتبه
- A Man of Mark كانت أولى روايته في عام 1890م.
- Father Stafford
- Mr Witt's Widow
- Sport Royal
- A Change of Air
- Half-a-Hero
- The Dolly Dialogues
- سجين زندا بالإنجليزية: The Prisoner of Zenda
- The God in the Car
- The Chronicles of Count Antonio
- Tales of Two People

## وصلات خارجية
- أنتوني هوب على موقع IMDb (الإنجليزية)
- أنتوني هوب على موقع الموسوعة البريطانية (الإنجليزية)
- أنتوني هوب على موقع ميوزك برينز (الإنجليزية)
- أنتوني هوب على موقع قاعدة بيانات برودواي على الإنترنت (الإنجليزية)
- أنتوني هوب على موقع إن إن دي بي (الإنجليزية)
- أنتوني هوب على موقع قاعدة بيانات الفيلم (الإنجليزية)